# Solariella variabilis
Solariella variabilis je hlubinný mořský plž z čeledi kotoučovití.

## Rozšíření
Tento druh je endemický mezi Novým Zélandem a Chathamskými ostrovy.

## Stanoviště
Tento hlubinný plž žije v hloubkách mezi 280 a 370 m.

## Popis
Výška ulity je až 2,4 mm, a šířka je až 2,8 mm.